# Aedilis plebis
De aedilis plebis, in 494 v.Chr. ingesteld, was waarschijnlijk de oudste plebejische ambtenaar van de Romeinse Republiek. De twee aediles plebis stonden in voor de tempel en het bijhorend archief van het plebs op de Aventijn. Zij moesten tevens toezicht houden op de markten. Later zouden zij zich ook bezighouden met brandbestrijding, watertoedeling, het onderhoud van openbare gebouwen, enzovoorts. Gaius Julius Caesar stelde twee extra aediles plebis aan om toe te zien op de bevoorrading van de stad. Ze waren geen volwaardige magistraten, omdat ze slechts gekozen werden door het plebs. Hun waardigheid moest ook onderdoen voor die van hun collega's, de aediles curules die een met ivoor ingelegde zetel kregen in de senaat. Net zoals de tribunus plebis was de aedilis plebis onschendbaar. Sinds 130 v.Chr. werd men al vanaf de functie van aedilis plebis in de senaat opgenomen.